# Biserica reformată din Ciumăfaia

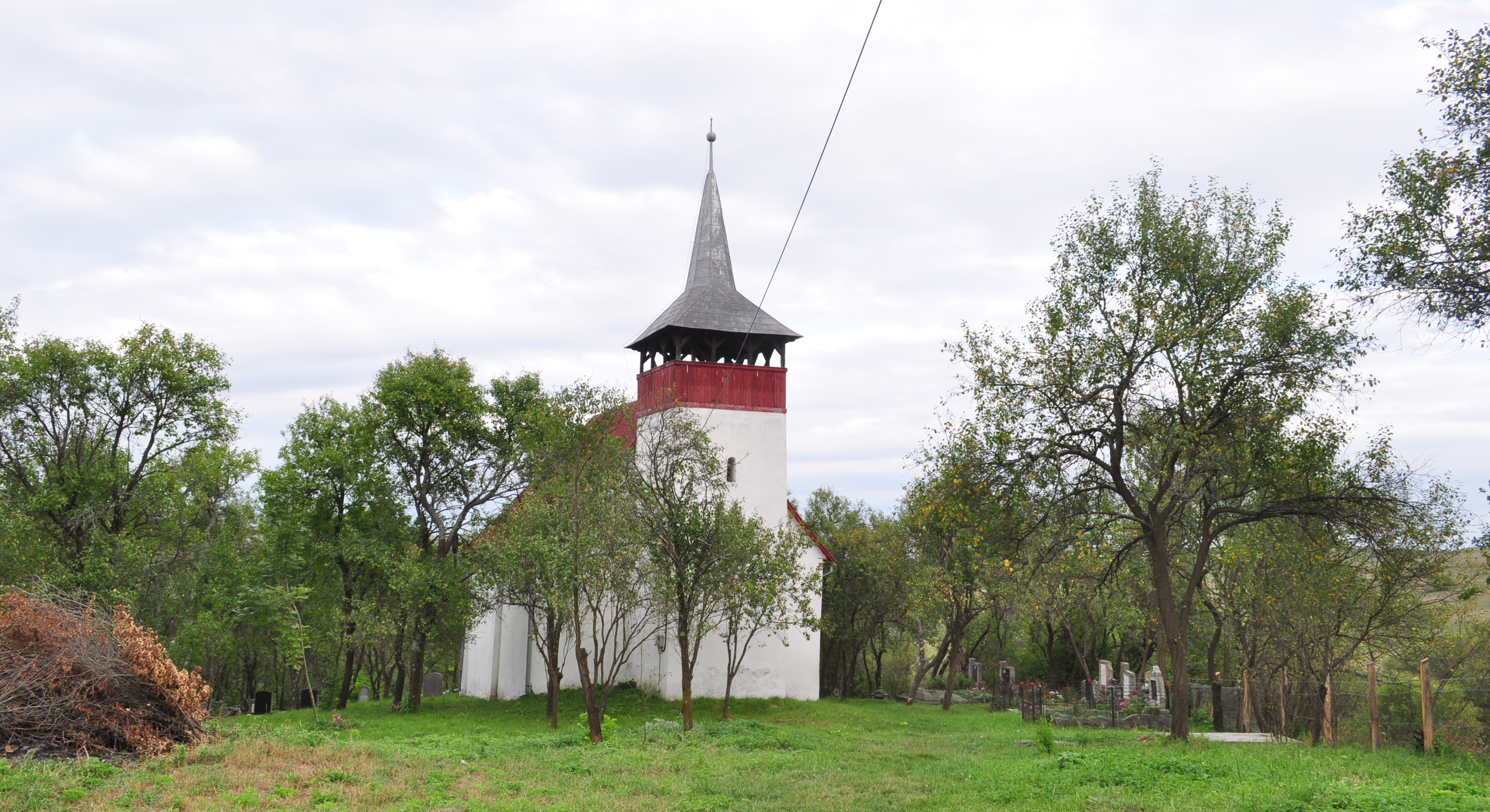
Biserica reformată din Ciumăfaia, comuna Borșa, județul Cluj, foto: septembrie 2011.

Biserica reformată din Ciumăfaia, comuna Borșa, județul Cluj, datează din secolul XVI. Biserica se află pe noua listă a monumentelor istorice sub codul LMI:  CJ-II-m-B-07570.

## Localitatea
Ciumăfaia (în maghiară Csomafája, în trad. "Copacul lui Csoma") este un sat în comuna Borșa din județul Cluj, Transilvania, România. A fost menționat pentru prima oară în anul 1307, cu denumirea Chamafaya.

## Istoric
A fost construită în secolul XVI, cu adăugiri ulterioare până în secolul XIX. Amvonul a fost  construit în 1745 de David Sipos.

## Imagini din exterior

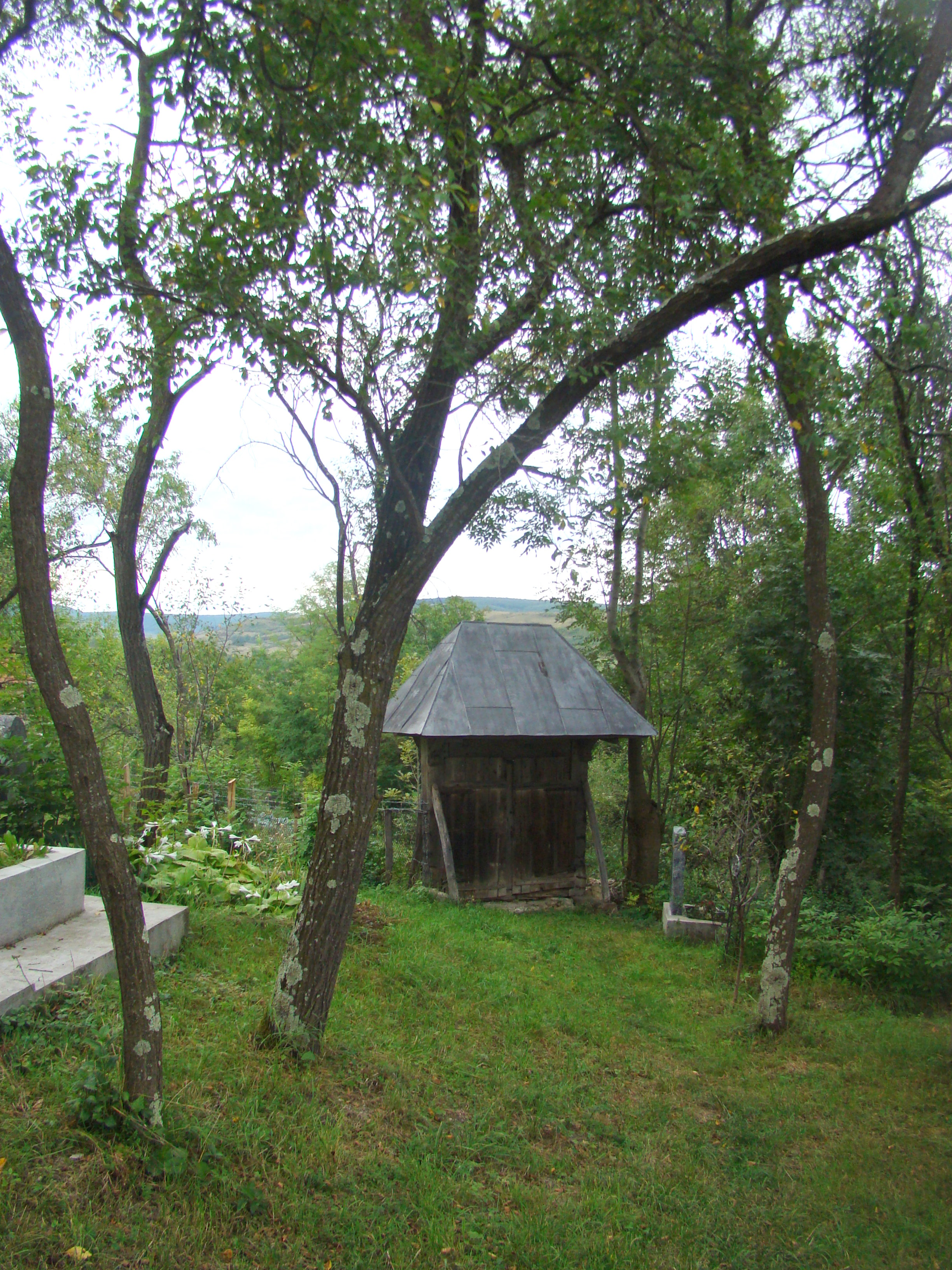
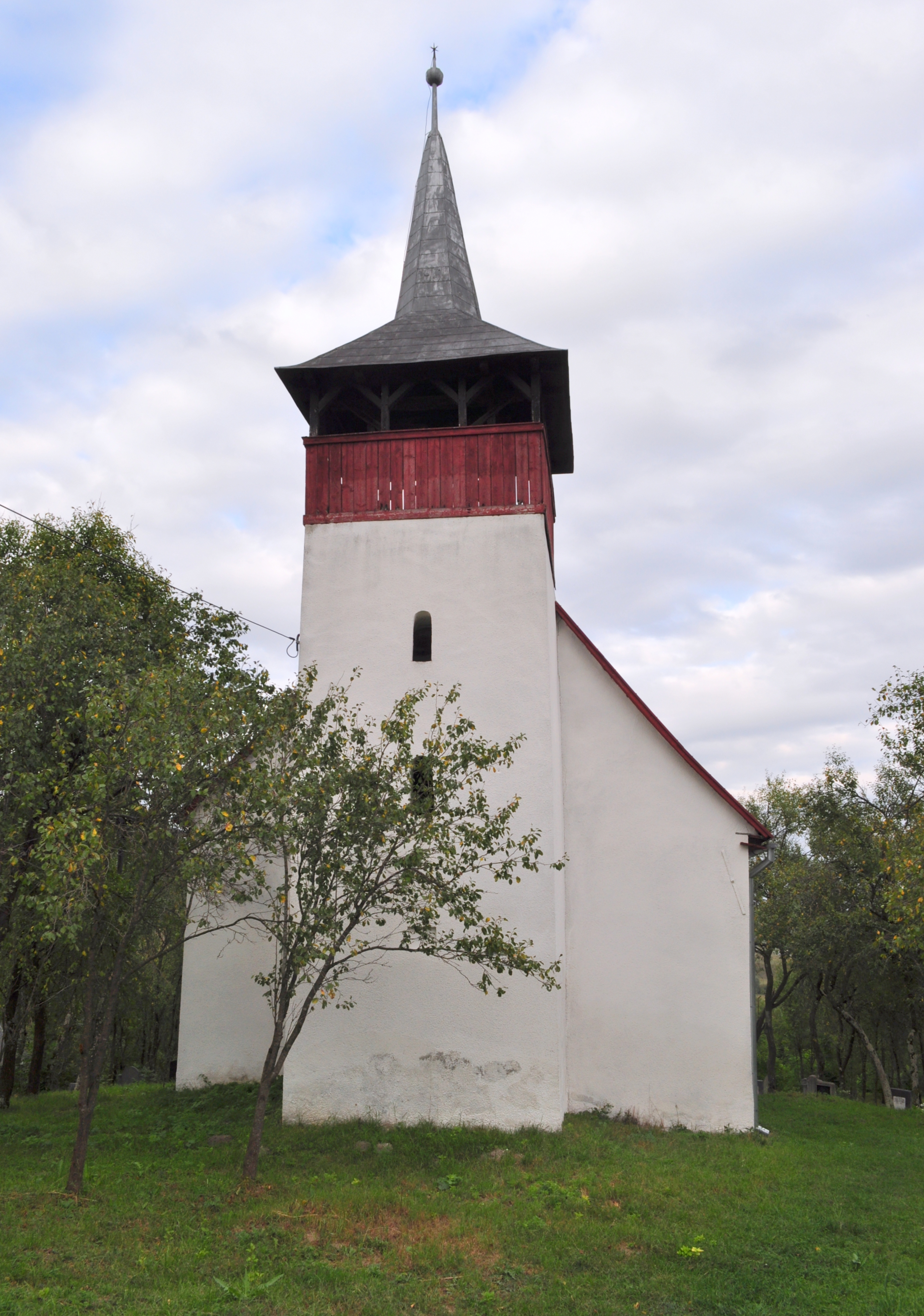
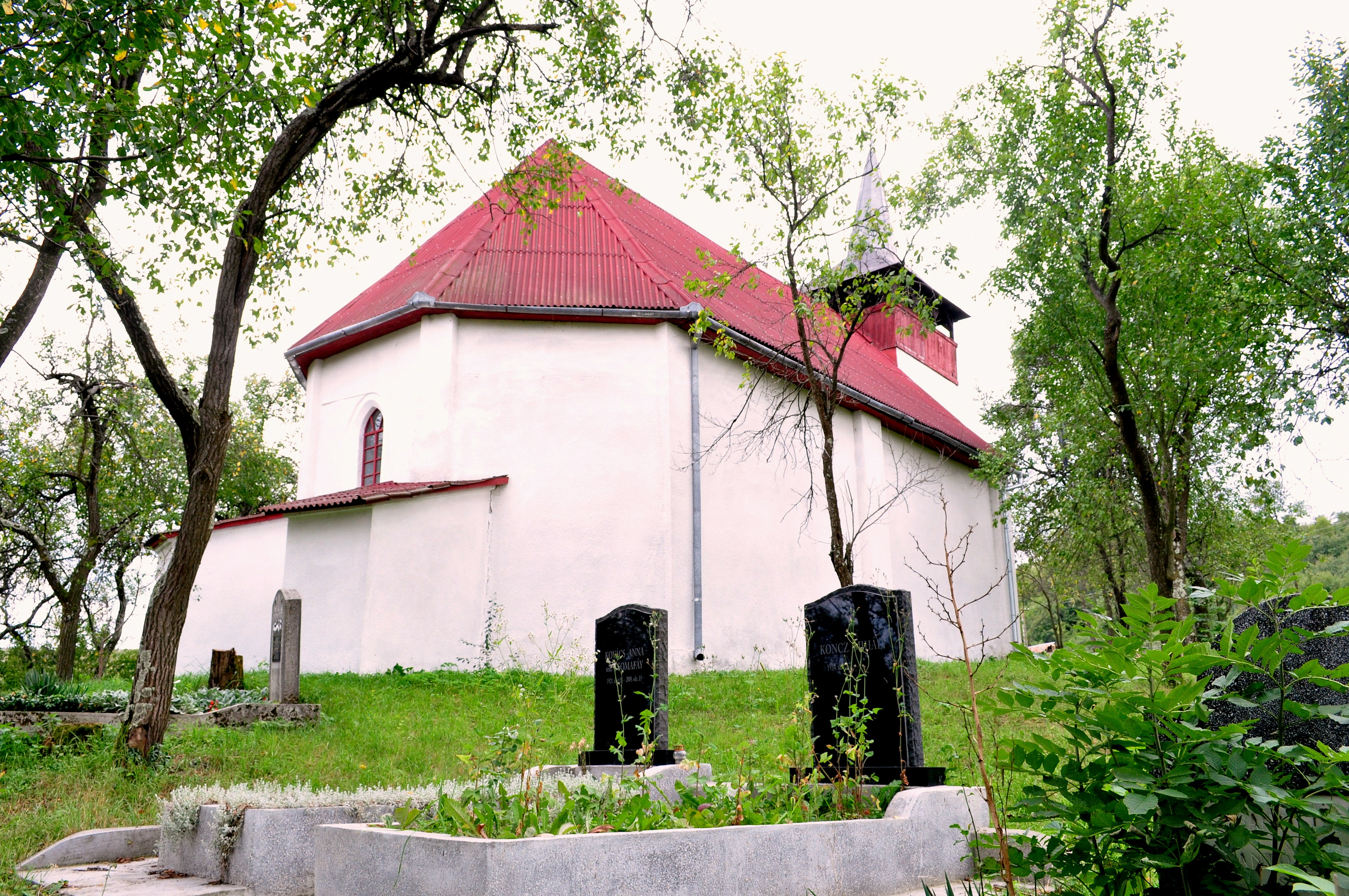
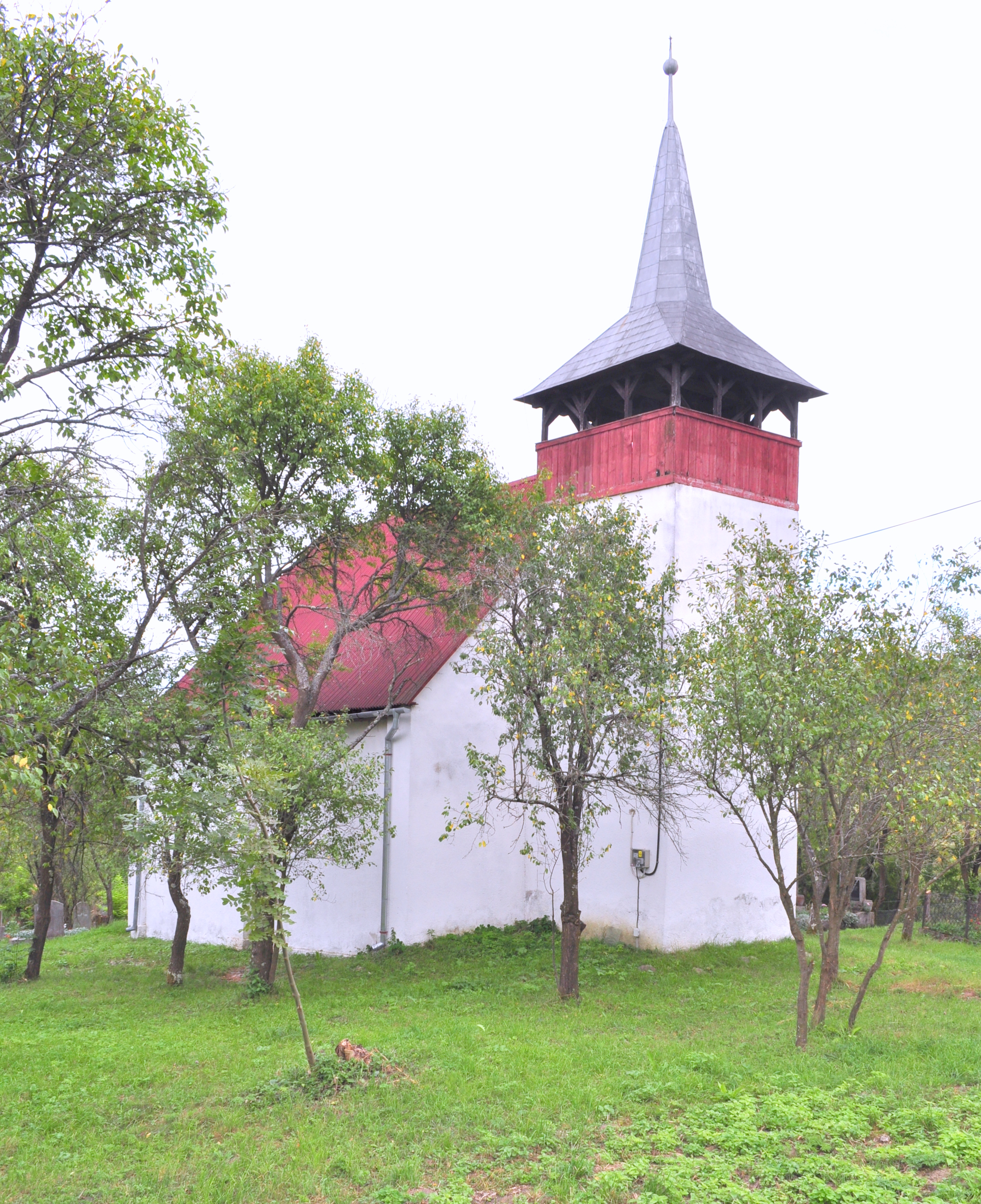
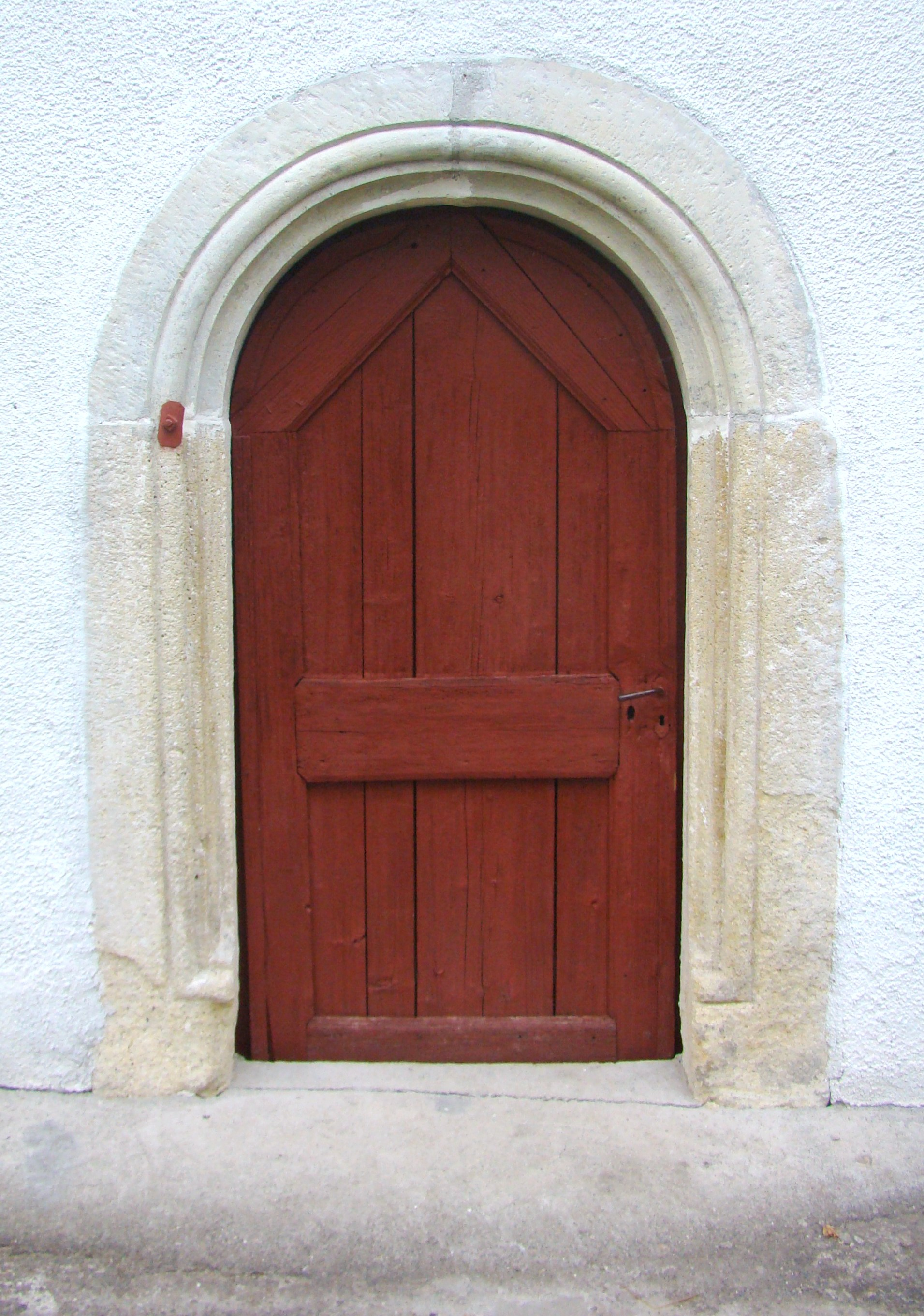